# Словак, Хиллел
Хи́ллел Сло́вак (англ. Hillel Slovak, 13 апреля 1962 — 25 июня 1988) — американский музыкант еврейского происхождения, играл в группе «What’s This?». Является сооснователем и первым гитаристом «Red Hot Chili Peppers». Умер от передозировки героина 25 июня 1988 года в возрасте 26 лет.
Его стиль игры сильно повлиял на звучание ранних RHCP, поскольку пришедший ему на смену Джон Фрушанте был его фанатом. Впоследствии ему было посвящено несколько песен RHCP включая «Otherside», «Knock Me Down», «My Lovely Man», «Skinny Sweaty Man», «Taste the Pain» и «Feasting On The Flowers».

## Биография

### Ранние годы
Хиллел Словак родился в Хайфе, Израиль, в еврейской семье, которая пережила Холокост. Его мама была польского происхождения, а отец хорватского. Семья эмигрировала в США, когда Словаку было 5 лет. Они поселились в Нью-Йорке, но позже, в 1967 году, переехали в южную Калифорнию. Ребёнком Словак увлекался искусством, и часто рисовал свою маму Эстер. Он ходил в школу Laurel в западном Голливуде и Bancroft Jr., где он встретил Джека Айронса и Фли.

### Начало карьеры
Когда Словаку было 13 лет, ему подарили его первую гитару, на которой он любил играть поздно ночью. В то время он был под сильным влиянием таких хард-рок исполнителей, как Джими Хендрикс, Led Zeppelin и Kiss.
Будучи новичком в школе Fairfax, Словак создал группу с Айронсом на ударных и с двумя другими школьными друзьями Аланом Йоханессом и Тоддом Страссменом. Сначала они назвали группу Chain Reaction, но потом поменяли название на Anthym. После одного из выступлений Словак встретил Энтони Кидиса и пригласил его к себе домой. Кидис позже описал этот случай в своей биографии Scar Tissue:
|  | «За несколько минут общения со Словаком я почувствовал, что он совершенно отличается от всех людей, с которыми мне приходилось общаться… Он хорошо разбирался в музыке, был отличным художником, а также обладал чувством собственного достоинства и самоконтроля, что было просто захватывающим». |

Словак, Кидис и Фли стали лучшими друзьями и часто употребляли ЛСД, героин, кокаин и метамфетамин рекреационно.
Басист Anthym играл неудовлетворительно, и поэтому Словак начал учить играть Фли на басу. После нескольких месяцев репетиций, Фли стал играть намного профессиональнее. Когда Страссмен услышал игру Фли, то он ушёл из группы, а Фли сразу же заменил его. Практически сразу же после этого группа приняла участие в местном конкурсе, где заняла второе место. Anthym стали играть в местных ночных клубах, несмотря на то, что все они были несовершеннолетними. После школьного выпускного группа поменяла название на What Is This?

### В Red Hot Chili Peppers
Словак в течение полугода отыграл в составе Red Hot Chili Peppers множество успешных концертов, когда более близкий ему проект What’s This? получил контракт на запись. В связи с этим Словак покинул группу, однако во время записи своего второго альбома он начал скучать по RHCP и потому связался с Бальзари по поводу своего возвращения в коллектив. «Перцы» в то время были недовольны заменившим Словака Джеком Шерманом, и в разгаре концертного тура Red Hot Chili Peppers, продвигающих дебютный альбом, и в группу вернулся Словак.
Два последующих альбома были написаны при участии Словака. Песни «Skinny Sweaty Man» и «No Chump Love Sucker» с последующих альбомов написаны о Словаке. Он был известен под псевдонимами «Slim Bob Billy», «Slim», «Huckleberry», и Кидис часто произносит эти прозвища перед началом гитарных соло Словака.

### Смерть
Словак и Кидис пристрастились к героину ещё на заре карьеры. Во время европейского тура в поддержку альбома The Uplift Mofo Party Plan они оба решили воздерживаться от наркотиков, но героиновая ломка сделала Словака неспособным играть на сцене, и несколько шоу были без его участия, комбинацией вокал-бас-ударные.
Вскоре после возвращения группы из европейского турне, 27 июня 1988 года, Словак был найден мёртвым. Причиной смерти стала передозировка героином. Словак был похоронен в Калифорнии. Гибели и памяти Словака посвящена песня Feasting on The Flowers, вошедшая в студийник The Getaway (альбом Red Hot Chili Peppers) (2016). Его последней записью стала кавер-версия песни Джими Хендрикса «Fire», вошедшая в альбом Mother's Milk.

## Музыкальный стиль и наследие
Словак был в первую очередь вдохновлен хард-рок исполнителями, такими как Джими Хендрикс, Сантана и Led Zeppelin. Его игра на гитаре была в основном построена на импровизации, используемой в фанк музыке. Его также можно было узнать по агрессивной манере исполнения, он так яростно играл, что казалось, будто его пальцы «разорвутся». Кидис замечал, что манера игры Словака со временем эволюционировала от жесткого, как он играл в What Is This?, к более плавному, отличному от хард-рока. Словак экспериментировал с жанрами, не входившими в фанк музыку, такими, как регги и спид-метал. Его гитарные риффы обычно были основой песен группы, остальные участники группы писали свои партии в дополнение к его гитарной работе. Его мелодичные риффы звучат в «Behind the Sun», которая вдохновила группу на написание более мелодичных песен. Кидис описывает песню, как «чистое вдохновение Хиллела». Словак также использовал talk box в таких песнях, как «Green Heaven» и «Funky Crime», где усиленный звук его гитары проходил по трубе к его рту и обратно в микрофон, создавая голосовые эффекты.
Словак был главным звеном в первоначальном звучании группы. Когда Словак покинул группу, Кидис сравнил поиск его замены с поиском «новых мамы и папы», из-за его влияния на группу. Фли, который изначально слушал в основном джаз, говорил, что Словак представил ему новый жанр в музыке, отмечая, что «именно Словак показал мне, что такое хард-рок». Он также очень сильно повлиял на молодого Джона Фрушанте, который позже заменил его. Фрушанте в своей манере испонения во многом опирался на стиль Словака, объясняя это: «Я учился всему, что мне необходимо знать о том, как хорошо звучать с Фли, просматривая игру Хиллела».
В 1999 году была опубликована книга под названием «Behind the Sun: The Diary and Art of Hillel Slovak» (рус. За солнцем: дневник и искусство Хиллела Словака) . Книга вышла за авторством брата Словака, Джеймса, и включала в себя записи из дневника, рисунки, фотографии и рукописные записки Кидиса и Фли.

## Дискография
В составе What Is This?
- Squeezed — (1984)
- What Is This? — (1985)
- 3 Out of 5 Live — (1985)

В составе Red Hot Chili Peppers
- Freaky Styley — (1985)
- The Uplift Mofo Party Plan — (1987)
- The Abbey Road E.P. — (1988)
- Mother’s Milk — (1989)
Играет только в одной композиции, «Fire»
- What Hits!? — (1992)
- Out in L.A. — (1994)
- Under the Covers: Essential Red Hot Chili Peppers — (1998)
- The Best of the Red Hot Chili Peppers — (1998)